# Mercedonius
Mercedonius (en latín "Mes de Trabajo"), también conocido como Mercedinus, Interkalaris o Intercalaris (en latín: mensis intercalaris), era un mes intercalar del calendario romano. El año bisiesto resultante era de 377 o 378 días. Teóricamente se introducía cada dos (u ocasionalmente tres) años, pero era a veces evitado o empleado por el Colegio de Pontífices por razones políticas pese al estado del año solar. Mercedonius fue eliminado por Julio César cuándo se introdujo el calendario juliano en el 46 a. C.

## Historia
Este mes, instituido según la tradición por Numa Pompilio, fue creado para ser insertado cada dos o tres años para alinear el calendario romano original de 355 días con el año solar.
La decisión para intercalar este mes era del pontífice máximo, presuntamente basado en observaciones para asegurar la mejor correspondencia posible  con las estaciones. Sin embargo, el pontífice máximo, quien normalmente era un político activo, a menudo manipulaba la decisión para permitir a sus aliados quedarse por más tiempo en sus cargos o sacar a sus enemigos más temprano.  Tal intercalación imprevista significaba que las fechas que siguen el mes de Februarius no podrían conocerse de antemano, y más encima, los ciudadanos romanos que vivían fuera de Roma  a menudo no sabrían la fecha verdadera.
El mecanismo exacto no está claramente especificado en fuentes antiguas.  Algunos estudiosos, como Ludwig Ideler, Henry G Liddell, los escritores de la Encyclopædia Britannica y Elias Bickerman  hallan que en años de mes intercalar la longitud de febrero estaría fijada en 23 días y seguidamente por un mensis intercalaris variable de 27 o 28 días.  Esta vista es seguida en fuentes generales de historia de los calendarios, como las de D. E. Duncan, G. R. Richards o A. Aveni.
Aun así, siguiendo una discusión de intercalación en la obra de A. K. Michel, El Calendario de la República Romana (Princeton, 1967) 145–172, la referencia por excelencia para el calendario prejuliano, algunos estudios de especialistas en este tipo de calendarios publicados desde 1967 establecen que en esos años febrero tendría 23 o 24 días, seguidos por un Mercedonius de 27 días.